# Monika Skinder
Monika Skinder (* 19. November 2001 in Tomaszów Lubelski) ist eine polnische Skilangläuferin.

## Werdegang
Skinder, die für den Mulks Grupa Oskar Tomaszów Lubelski startet, nahm im Januar 2016 in Štrbské Pleso erstmals am Slavic Cup teil und belegte dabei den 12. Platz über 5 km klassisch. In den Jahren 2017 und 2018 wurde sie polnische Meisterin im Sprint. Bei den Nordischen Junioren-Skiweltmeisterschaften 2018 in Goms errang sie den 60. Platz über 5 km klassisch und den 12. Platz mit der Staffel. Ihr Debüt im Skilanglauf-Weltcup hatte sie im März 2018 in Lahti, das sie auf dem 55. Platz im Sprint beendete. Ende Dezember 2018 erreichte sie in Štrbské Pleso mit dem dritten Platz über 5 km klassisch ihre erste Podestplatzierung im Slavic Cup. Im Januar 2019 holte sie in Dresden mit dem 20. Platz im Sprint ihre ersten Weltcuppunkte und bei den Nordischen Junioren-Skiweltmeisterschaften 2019 in Lahti die Silbermedaille im Sprint. Im folgenden Monat gewann sie beim Europäischen Olympischen Winter-Jugendfestival in Sarajevo die Bronzemedaille über 7,5 km klassisch und die Goldmedaille im Sprint. Beim Saisonhöhepunkt, den Nordischen Skiweltmeisterschaften 2019 in Seefeld in Tirol, lief sie auf den 55. Platz im Sprint, auf den 13. Rang mit der Staffel und auf den zehnten Platz zusammen mit Justyna Kowalczyk im Teamsprint. Im März 2019 errang sie beim Slavic Cup in Wisła den zweiten Platz im Sprint und wurde zugleich erneut polnische Meisterin und erreichte zum Saisonende den siebten Platz in der Gesamtwertung. In der Saison 2019/20 wurde sie Sechste in der Gesamtwertung des Slavic Cups. Dabei holte sie im Sprint in Zakopane ihren ersten Sieg in dieser Rennserie, das zugleich als Rennen für die polnische Meisterschaften gewertet wurde. Bei den Nordischen Junioren-Skiweltmeisterschaften 2020 in Oberwiesenthal belegte sie den 23. Platz im 15-km-Massenstartrennen, den 12. Rang über 5 km klassisch und den siebten Platz im Sprint. 
In der Saison 2020/21 errang Skinder mit je einen zweiten und dritten Platz, den fünften Platz in der Gesamtwertung des Slavic Cups und holte bei den Nordischen Junioren-Skiweltmeisterschaften 2021 in Vuokatti die Goldmedaille im Sprint. Bei den Nordischen Skiweltmeisterschaften 2021 in Oberstdorf belegte sie den 31. Platz im Sprint, den 15. Rang zusammen mit Izabela Marcisz im Teamsprint und den 12. Platz mit der Staffel. Zudem siegte sie bei den polnische Meisterschaften in Zakopane jeweils im Sprint und im 15-km-Massenstartrennen. In der folgenden Saison errang sie mit drei Siegen und einen zweiten Platz bei Rennen beim Slavic-Cup, die zugleich zur polnischen Meisterschaften gehörten, den zweiten Platz in der Gesamtwertung. Beim Saisonhöhepunkt, den Olympischen Winterspielen 2022 in Peking, belegte sie den 49. Platz über 10 km klassisch, den 42. Rang im Sprint und den 14. Platz mit der Staffel. Zudem wurde sie dort zusammen mit Izabela Marcisz Neunte im Teamsprint. Bei den nachfolgenden U23-Weltmeisterschaften in Lygna holte sie die Silbermedaille im Sprint.

## Teilnahmen an Weltmeisterschaften und Olympischen Winterspielen

### Olympische Spiele
- 2022 Peking: 9. Platz Teamsprint klassisch, 14. Platz Staffel, 42. Platz Sprint Freistil, 49. Platz 10 km klassisch

### Nordische Skiweltmeisterschaften
- 2019 Seefeld in Tirol: 10. Platz Teamsprint klassisch, 13. Platz Staffel, 55. Platz Sprint Freistil
- 2021 Oberstdorf: 12. Platz Staffel, 15. Platz Teamsprint Freistil, 31. Platz Sprint klassisch
- 2023 Planica: 41. Platz Sprint klassisch, 62. Platz 10 km Freistil
- 2025 Trondheim: 11. Platz Teamsprint klassisch, 38. Platz Sprint Freistil

## Siege bei Continental-Cup-Rennen
| Nr. | Datum             | Ort           | Disziplin                   | Serie      |
| --- | ----------------- | ------------- | --------------------------- | ---------- |
| 1.  | 1. Februar 2020   | Zakopane      | Sprint Freistil             | Slavic-Cup |
| 2.  | 11. Januar 2022   | Zakopane      | Sprint Freistil             | Slavic-Cup |
| 3.  | 26. März 2022     | Zakopane      | 5 km klassisch              | Slavic-Cup |
| 4.  | 27. März 2022     | Zakopane      | 7,5 km Freistil Massenstart | Slavic-Cup |
| 5.  | 14. Dezember 2024 | Štrbské Pleso | Sprint klassisch            | Slavic-Cup |

## Platzierungen im Weltcup

### Weltcup-Statistik
Die Tabelle zeigt die erreichten Platzierungen im Einzelnen.
- 1.–3. Platz: Anzahl der Podiumsplatzierungen
- Top 10: Anzahl der Platzierungen unter den ersten zehn
- Punkteränge: Anzahl der Platzierungen innerhalb der Punkteränge
- Starts: Anzahl gelaufener Rennen in der jeweiligen Disziplin
- Hinweis: Bei den Distanzrennen erfolgt die Einordnung gemäß FIS.

| Platzierung               | Distanzrennen a | Distanzrennen a | Distanzrennen a | Distanzrennen a | Distanzrennen a | Skiathlon Verfolgung | Sprint | Etappen- rennen b | Gesamt | Team c | Team c  |
| Platzierung               | ≤ 5 km          | ≤ 10 km         | ≤ 15 km         | ≤ 30 km         | > 30 km         | Skiathlon Verfolgung | Sprint | Etappen- rennen b | Gesamt | Sprint | Staffel |
| ------------------------- | --------------- | --------------- | --------------- | --------------- | --------------- | -------------------- | ------ | ----------------- | ------ | ------ | ------- |
| 1. Platz                  |                 |                 |                 |                 |                 |                      |        |                   |        |        |         |
| 2. Platz                  |                 |                 |                 |                 |                 |                      |        |                   |        |        |         |
| 3. Platz                  |                 |                 |                 |                 |                 |                      |        |                   |        |        |         |
| Top 10                    |                 |                 |                 |                 |                 |                      |        |                   |        |        |         |
| Punkteränge               |                 |                 |                 |                 |                 |                      | 16     |                   | 16     | 5      | 2       |
| Starts                    |                 | 10              |                 |                 |                 | 2                    | 28     |                   | 40     | 5      | 2       |
| Stand: Saisonende 2024/25 |                 |                 |                 |                 |                 |                      |        |                   |        |        |         |

### Weltcup-Gesamtplatzierungen
| Saison  | Gesamt | Gesamt | Sprint | Sprint |
| Saison  | Punkte | Platz  | Punkte | Platz  |
| ------- | ------ | ------ | ------ | ------ |
| 2018/19 | 11     | 95.    | 11     | 63.    |
| 2019/20 | 1      | 121.   | 1      | 87.    |
| 2020/21 | 39     | 62.    | 39     | 36.    |
| 2021/22 | 2      | 117.   | 2      | 76.    |
| 2022/23 | 103    | 85.    | 103    | 55.    |
| 2023/24 | 26     | 123.   | 26     | 83.    |
| 2024/25 | 22     | 139.   | 22     | 89.    |